# The Way of Warriors FC
The Way of Warriors FC (en español: «El Camino del Guerrero»), también conocida como WOW FC, es una organización de artes marciales mixtas con sede en Madrid, España, fundada por David Balarezo en 2019. WOW FC ha sido descrita por la prensa deportiva del país como la «UFC española», debido a su reputación como la mayor empresa de MMA de España.

## Historia
David Balarezo, un ex artista marcial, decidió abrirse camino como empresario y fomentar el crecimiento del deporte en su país, que estaba entre los que más gozaban de popularidad gracias a los eventos de Ultimate Fighting Championship y ONE Championship, ambas donde España había exportado peleadores anteriormente. En palabras suyas, «WoW surge como una necesidad y como una alternativa al movimiento de MMA convencional», siendo ese el origen de WOW FC.
El primer evento de WOW FC se llevó a cabo el 30 de noviembre de 2019 en el Hotel Novotel Madrid Center y fue numerado como «WOW 1», contando con un total de 11 peleas.
En noviembre de 2024, Balarezo anuncia su salida como CEO de la promoción.

## Eventos
Desde sus inicios, WOW FC ha llevado eventos en distintas ciudades españolas. Al igual que otras promociones, dichos eventos suelen ser enumerados.

## Campeones actuales
| División            | Peso            | Campeón           | Desde el                       | Defensas del título |
| ------------------- | --------------- | ----------------- | ------------------------------ | ------------------- |
| Peso pesado         | 120 kg (264 lb) | Bandera de ?      | —                              | —                   |
| Peso mediano        | 84 kg (185 lb)  | Bandera de ?      | —                              | —                   |
| Peso wélter         | 70 kg (154 lb)  | Bandera de ?      | —                              | —                   |
| Peso ligero         | 71 kg (156 lb)  | Umakhan Ibragimov | 7 de junio de 2025 (WOW 20)    | 0                   |
| Peso pluma          | 66 kg (145 lb)  | Nikolay Grozdev   | 7 de junio de 2025 (WOW FC 20) | 0                   |
| Peso gallo          | 61 kg (134 lb)  | Hecher Sosa       | 7 de junio de 2025 (WOW 20)    | 0                   |
| Peso mosca          | 57 kg (125 lb)  | Fabia Sintes      | 7 de junio de 2025 (WOW 20)    | 0                   |
| Peso mosca femenino | 57 kg (125 lb)  | Bandera de ?      | —                              | —                   |
| Peso paja femenino  | 52 kg (114 lb)  | Bandera de ?      | —                              | —                   |